# Centro Português de Cinema
Das Centro Português de Cinema (dt.: Portugiesisches Filmzentrum, CPC) war das erste Filmkollektiv in Portugal und eng verbunden mit dem Novo Cinema. Es bestand von 1969 bis 1978.

## Entwicklung
Das CPC wurde 1969 in Lissabon von einer Gruppe Filmschaffender gegründet. Gründungsmitglieder waren: António-Pedro Vasconcelos, António de Macedo, Alberto Seixas Santos, Alfredo Tropa, Artur Ramos, Fernando Lopes, Fernando Matos Silva, Gérard Castello-Lopes, José Ernesto de Sousa, José Fonseca e Costa, Manuel Costa e Silva, Manuel Faria de Almeida, Manoel de Oliveira, Manuel Ruas und Paulo Rocha. Später kamen neben Technikern auch noch weitere Regisseure hinzu, darunter António da Cunha Telles und nach Diskussionen auch das enfant terrible des portugiesischen Films, João César Monteiro.
Erster Vorsitzender wurde 1970 Fernando Lopes, von 1973 bis 1975 folgte Paulo Rocha.
Die  Stiftung Gulbenkian als bedeutende portugiesische Kulturstiftung hatte sich seit ihrer Gründung 1956 noch nicht dem Kino gewidmet. Die jungen Filmschaffenden in Portugal kritisierten dies. Aus diesem Gedanken heraus entstand das CPC. Die Stiftung Gulbenkian unterstützte die Gründung maßgeblich, um zukünftig einen Ansprechpartner zu haben, mit dem sie ihre beginnende Filmförderung zielgerichtet an den Bedürfnissen der Aktiven ausrichten konnte. Es wurde in der rechtlichen Form der Genossenschaft gegründet.
Die Gulbenkian-Stiftung sicherte die Finanzierung für die ersten 3 Jahre zu. 1971 produzierte das CPC als ersten Film O Passado e o Presente („Vergangenheit und Gegenwart“), von Manoel de Oliveira. Im gleichen Jahr folgten O Recado von José Fonseca e Costa, Pedro Só von Alfredo Tropa, und Perdido por Cem von António-Pedro Vasconcelos.
Mit Dekret vom 5. Juni 1973 schaffte das Informationsministerium des  Estado Novo das Instituto Português de Cinema („Portugiesisches Filminstitut“, IPC). Das IPC (heute Instituto do Cinema e do Audiovisual) finanzierte sich über eine Steuer auf Kinokarten und übernahm fortan die Finanzierung des CPC.
Infolge der turbulenten Veränderungen nach der Nelkenrevolution und den ideologischen Differenzen zerfiel das CPC immer weiter.
1978 stellte das CPC seine Aktivitäten offiziell ein.

## Filmografie
- 1971: Vergangenheit und Gegenwart (O Passado e o Presente) – Manoel de Oliveira
- 1971: O Recado – José Fonseca e Costa
- 1971: Pedro Só – Alfredo Tropa
- 1971: Perdido por Cem – António-Pedro Vasconcelos
- 1972: A Promessa – António de Macedo
- 1973: Fragmentos de um Filme Esmola – João César Monteiro
- 1973: O Mal Amado – Fernando Matos Silva
- 1974: Benilde ou a Virgem Mãe – Manoel de Oliveira
- 1974: Brandos Costumes – Alberto Seixas Santos
- 1974: Meus Amigos – António da Cunha Telles
- 1975: Cantigamente, 6-teilige TV-Serie für die RTP (verschiedene Regisseure)
- 1976: Ma Femme Chamada Bicho – José Álvaro Morais
- 1976:  Máscaras – Noémia Delgado
- 1976: Nós por cá todos bem – Fernando Lopes
- 1976: Trás-os-Montes – António Reis und Margarida Cordeiro
- 1977: Antes do Adeus – Rogério Cetil
- 1978: Amor de Perdição – Manoel de Oliveira